# Parafia św. Wojciecha Biskupa Męczennika w Tyśmienicy
Parafia św. Wojciecha w Tyśmienicy – parafia rzymskokatolicka w Tyśmienicy.
Parafia erygowana w 1988 roku. Obecny kościół parafialny murowany, wybudowany w latach 1988-1991 przez ks. Jana Grzesiaka.
Terytorium parafii obejmuje: Buradów, Gródek Szlachecki, Tyśmienicę oraz Tyśmienicę Kolonię.